# 桜島町
桜島町（さくらじまちょう）は、鹿児島湾（錦江湾）内の桜島西部にあった町。
1889年に北大隅郡西桜島村として成立し、1897年に北大隅郡が鹿児島郡に編入され鹿児島郡所属となり、1973年5月1日に町制施行及び改称し鹿児島郡桜島町となった。2004年11月1日、鹿児島市に編入され自治体としては消滅した。

## 概要
2004年9月末現在で、人口4,766人・世帯数2,021世帯、面積32.19km2だった。全国的な観光地である桜島を生かした町づくりを行い、24時間運航の桜島フェリーなど特徴のある事業を行っていた。
現在、鹿児島市であるにもかかわらず、鹿児島市と接していないため、鹿児島市本土と桜島地区を結ぶ橋をかける計画がある。しかし、桜島の景観を著しく損なうおそれがあるため、海底トンネル案も一部にあがっている。
また、鹿児島市持木町燃崎沖に沖小島、鹿児島市高免町沖に新島があり、前者は大字横山、後者は大字赤水に属していた。

### 大字
町村制施行に伴い、桜島郷の西側の区域にあたる村より西桜島村が成立し、江戸期の村の区域は大字となった。廃止時には横山、白浜、二俣、松浦、西道、藤野、武、赤生原、小池、赤水（新島が飛地として含まれる）の10大字から構成されていた。鹿児島市編入時に各大字の区域より「桜島○○町」（○○は編入前の大字名）の町が設定された。
また、編入後の2005年には安永年間以降赤水の区域であった新島の区域より新島町が設置された。
これらの区域は現在の鹿児島市桜島横山町・桜島白浜町・桜島二俣町・桜島松浦町・桜島西道町・桜島藤野町・桜島武町・桜島赤生原町・桜島小池町・桜島赤水町、新島町にあたる。

### 隣接していた自治体
- 鹿児島市
1950年（昭和25年）までは東側に東桜島村が接していたが、東桜島村は鹿児島市に編入され、桜島町を挟んだ飛地となっていた。

## 歴史
- 1889年4月1日　- 町村制施行に伴い、桜島の西半分にあたる北大隅郡桜島郷の横山村、赤水村、小池村、赤生原村、武村、藤野村、西道村、松浦村、二俣村、白浜村の区域より北大隅郡西桜島村が成立。旧来の村は大字となる。
- 1897年4月1日 - 北大隅郡が鹿児島郡と統合され、鹿児島郡西桜島村となる[3]。
- 1914年 - 桜島の大正大噴火が発生し流出した溶岩により大字横山（現在の桜島横山町）にあった西桜島村役場が埋没。村役場を西道に仮移転（1916年に藤野に本移転）[4]。
- 1973年5月1日 - 鹿児島郡西桜島村が町制施行し、鹿児島郡桜島町となる。
- 2004年11月1日 - 鹿児島郡吉田町、揖宿郡喜入町、日置郡松元町、郡山町とともに鹿児島市に編入され自治体として廃止[5]。

## 姉妹都市
- リポン市（英語版）（アメリカ合衆国カリフォルニア州） - 1986年10月16日締結[6]。

## 地域

### 教育

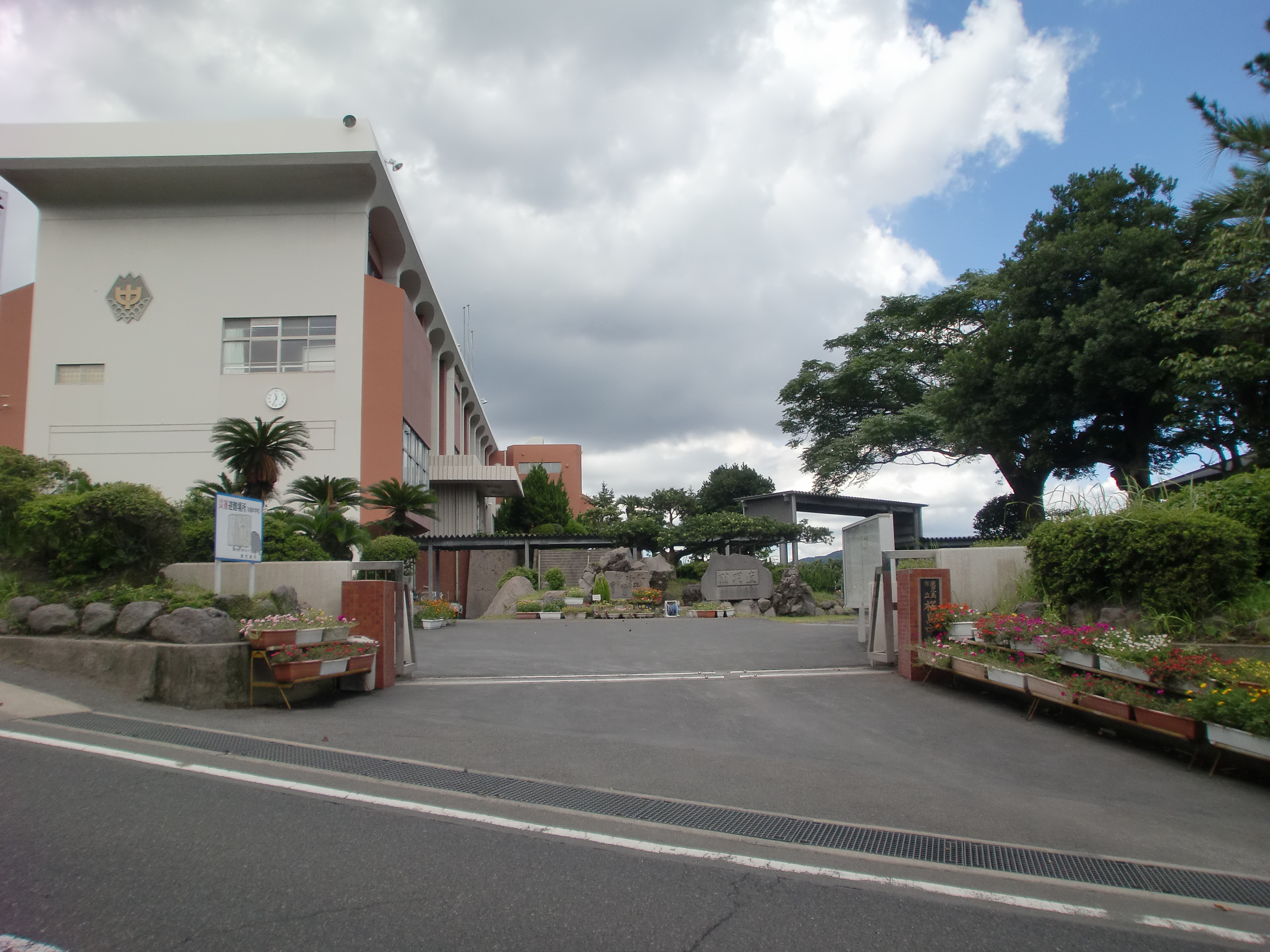
桜島中学校（2012年撮影）

#### 中学校
- 桜島町立桜島中学校

#### 小学校
いずれも標準服の着用が義務付けられる。
- 桜島町立桜洲小学校
- 桜島町立桜峰小学校

## 交通

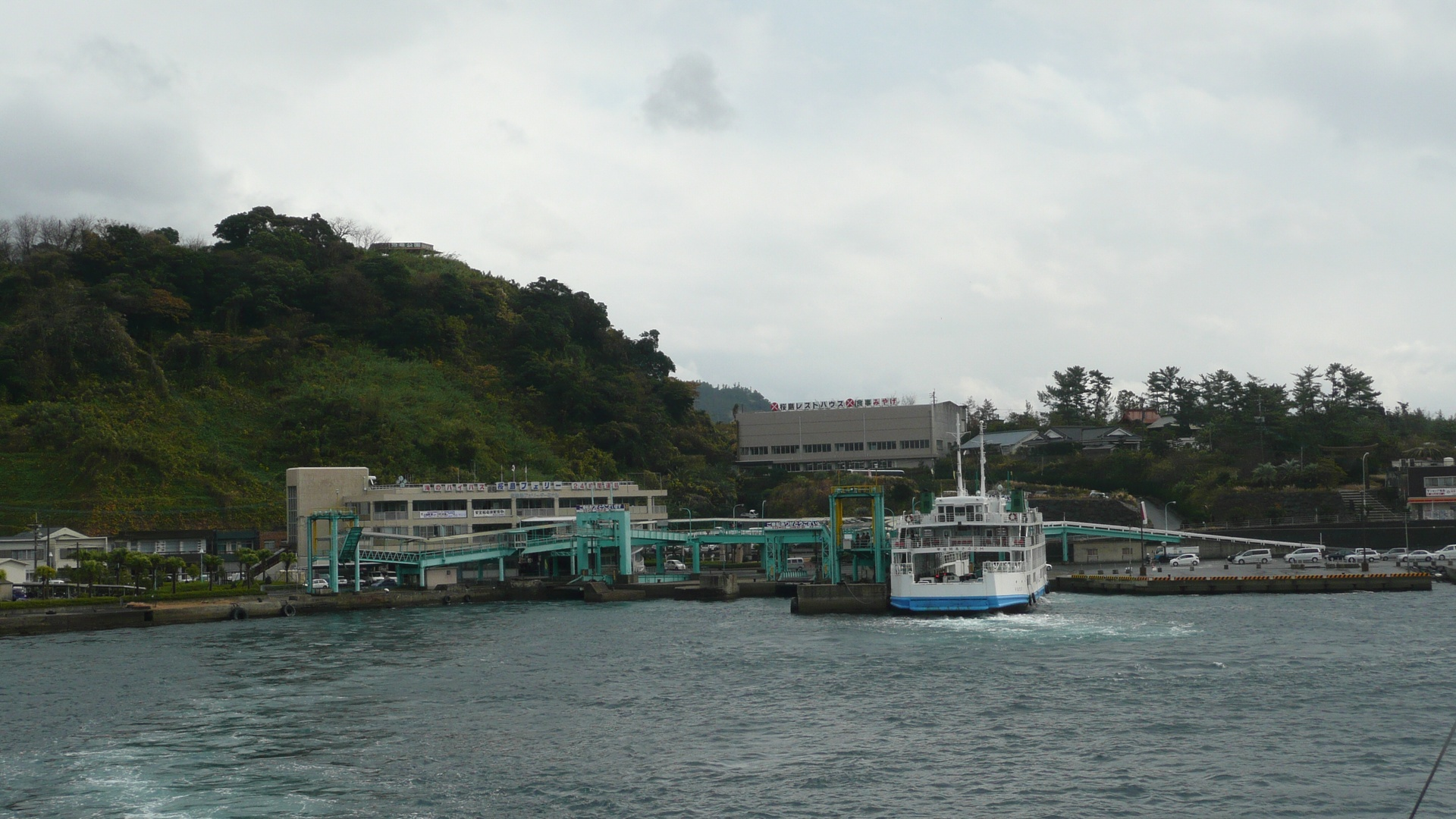
桜島港（2007年12月30日）

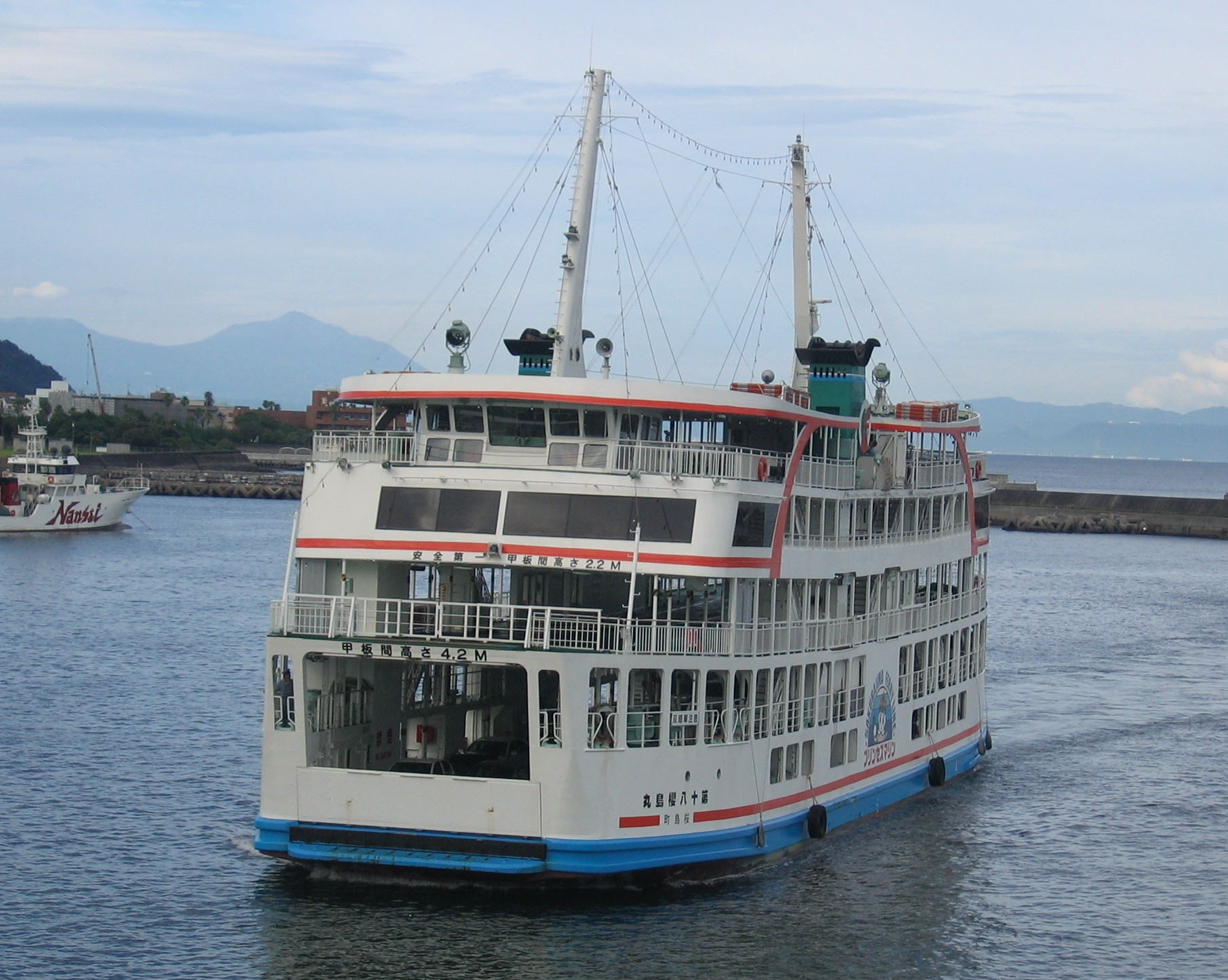
桜島フェリー（2004年7月9日）

### 路線バス
- 桜島町営バス
- 三州自動車

### 道路
桜島の南側を国道が、北側を主要地方道が周回している。

#### 国道
- 国道224号

#### 県道
- 主要地方道
  - 鹿児島県道26号桜島港黒神線

#### 道の駅
- 道の駅桜島

### 航路
- 桜島フェリー

桜島町営のフェリーで横山にある桜島港から鹿児島市の鹿児島港北埠頭（桜島桟橋）までを結ぶ1934年（昭和9年）より運行されている航路。
- しんじま丸

桜島北部沖の新島（新島港）から鹿児島市高免町の浦之前港までを結ぶ行政連絡船。

## 観光

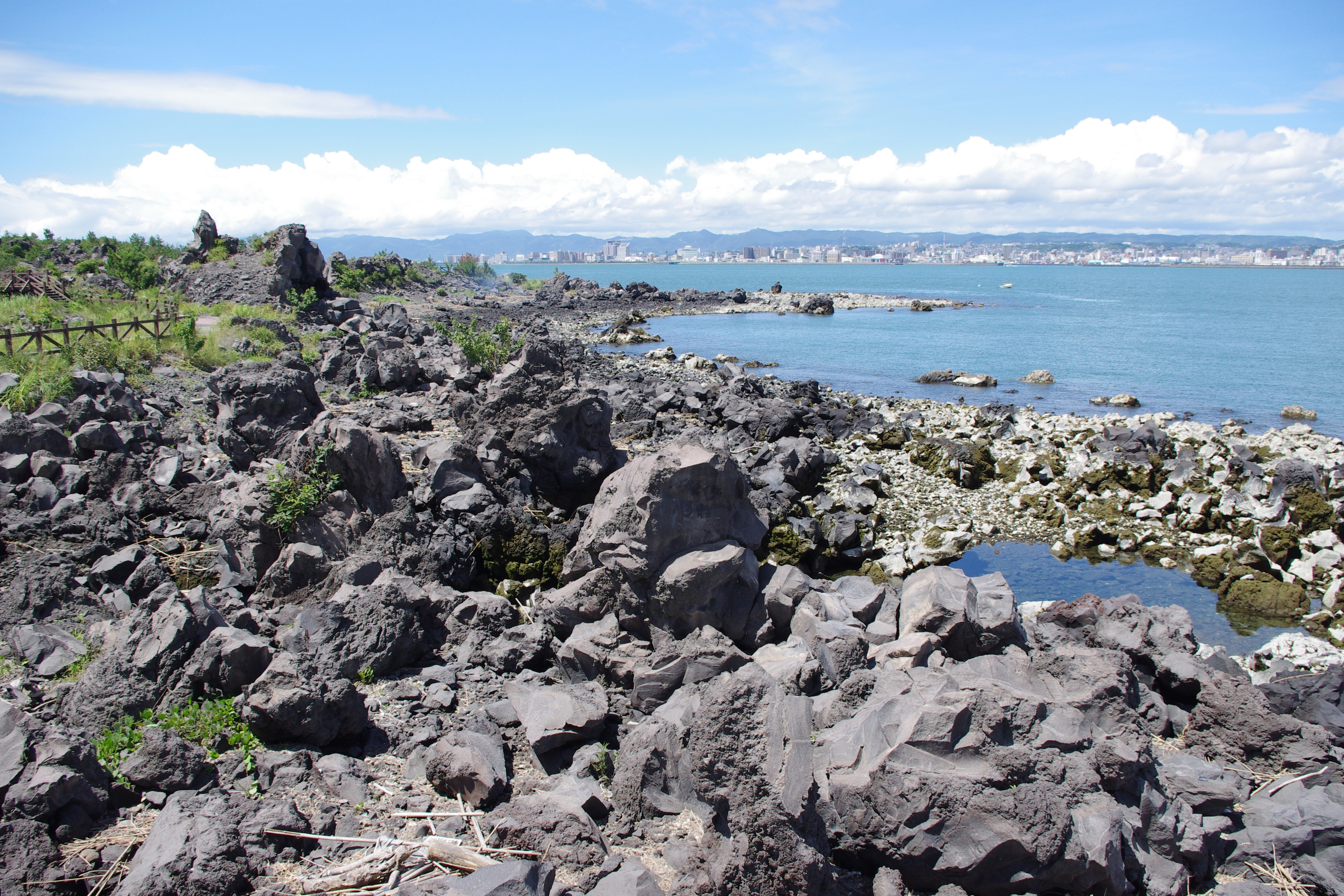
桜島溶岩なぎさ遊歩道

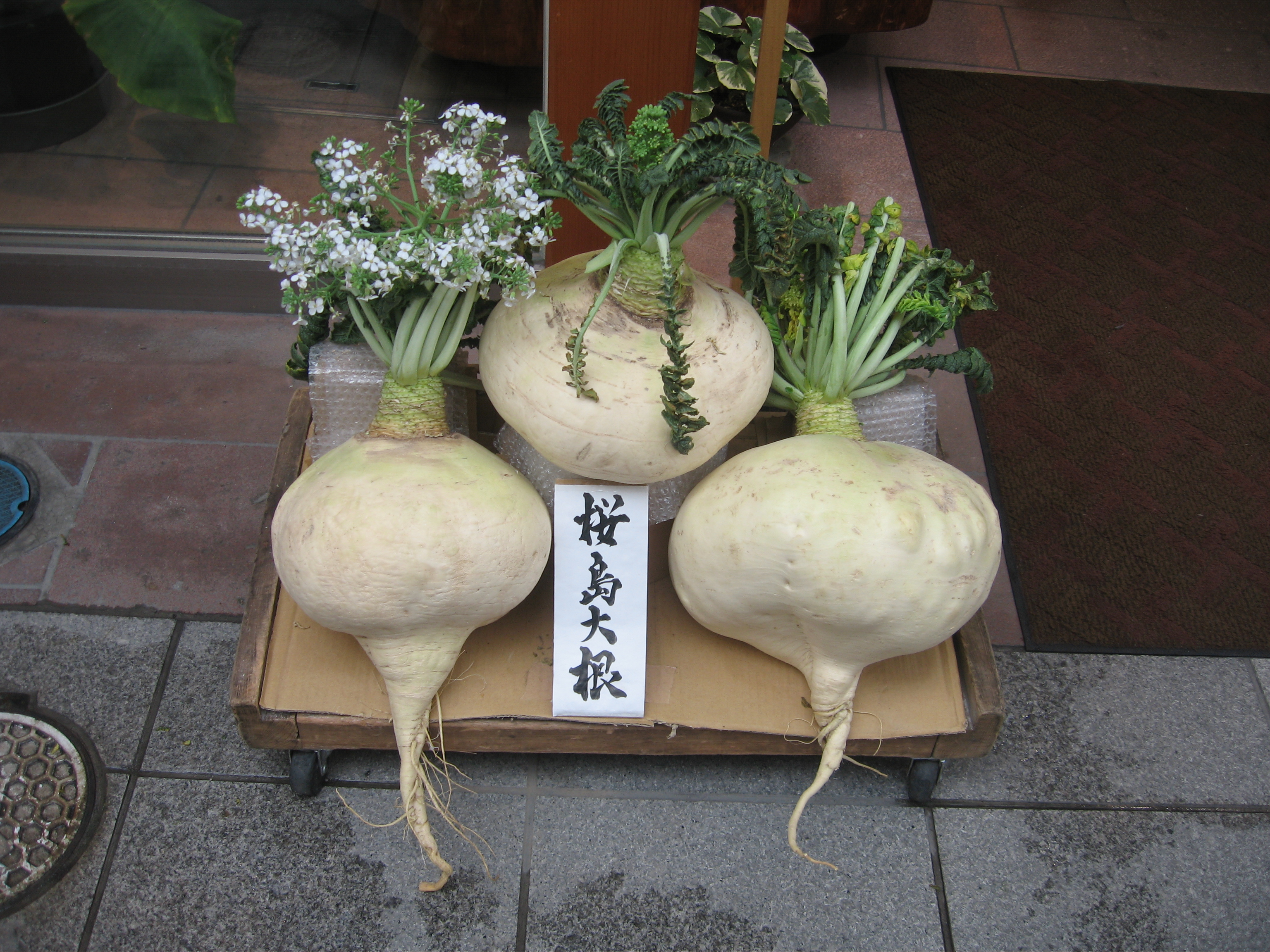
桜島大根

### 観光地
展望所
- 湯之平展望所
- 赤水展望広場
- 烏島展望所

施設
- 桜島ビジターセンター
- 桜島溶岩なぎさ公園足湯

公園
- 桜島溶岩なぎさ遊歩道
- 桜島自然恐竜公園

### 名物
- 桜島大根
- 桜島小蜜柑

## 桜島町出身の著名人
- 白浜ワカ - 長寿日本一であった人物。1913年に都城市に転出。
- 藤山竜仁 - 元プロサッカー選手（2010年引退）。現：FC東京普及部コーチ。
- 遠藤彰弘 - 元プロサッカー選手（2007年引退）。
- 遠藤保仁 - プロサッカー選手。ジュビロ磐田所属